# NGC 7270
NGC 7270 este o galaxie situată în constelația Pegas. A fost descoperită în 9 septembrie 1863 de către Albert Marth. Se află la o distanță de 91,59 de megaparseci de Pământ.